# Порчија
Порчија (итал. Porcia) је насеље у Италији у округу Порденоне, региону Фурланија-Јулијска крајина.
Према процени из 2011. у насељу је живело 12987 становника. Насеље се налази на надморској висини од 32 м.

## Становништво
Према резултатима пописа становништва 2011. у општини је живело 15.251 становника.
| 1931. | 1936. | 1951. | 1961. | 1971.  | 1981.  | 1991.  | 2001.  | 2011.  |
| ----- | ----- | ----- | ----- | ------ | ------ | ------ | ------ | ------ |
| 6.684 | 6.302 | 6.822 | 7.374 | 11.517 | 13.143 | 13.086 | 13.616 | 15.251 |

## Партнерски градови
- Беретћоујфалу
- Шпитал